# Kõrgessaare (Hiiumaa)
Kõrgessaare (Duits: Hohenholm) is een plaats in de Estlandse gemeente Hiiumaa, provincie Hiiumaa. De plaats heeft de status van vlek (Estisch: alevik).
Kõrgessaare was tot in oktober 2013 de hoofdplaats van de gemeente Kõrgessaare, daarna lag ze tot in oktober 2017 in de gemeente Hiiu en sindsdien in de fusiegemeente Hiiumaa, die het hele eiland Hiiumaa omvat.

## Bevolking
De ontwikkeling van het aantal inwoners blijkt uit het volgende staatje:
| Jaar            | 2000 | 2011 | 2021 |
| --------------- | ---- | ---- | ---- |
| Aantal inwoners | 611  | 364  | 345  |

## Ligging
Kõrgessaare ligt aan de noordwestkust van het eiland en bezit een haven. Tugimaantee 80, de secundaire weg van Heltermaa via Kärdla naar Luidja, loopt langs Kõrgessaare.

## Geschiedenis
Kõrgessaare werd voor het eerst genoemd in 1532 onder de naam Korkeszar als dorp en Wacke. Een Wacke was een administratieve eenheid voor een groep boeren met gezamenlijke verplichtingen. In 1633 werd een landgoed Hohenholm gesticht. De haven kwam in de 17e eeuw in gebruik en had al direct een veerverbinding met Stockholm. In 1781 fuseerde Hohenholm met Lauk (Lauka), dat vanaf dat moment een ‘semi-landgoed’ (Duits: Beigut, Estisch: poolmõis) van Hohenholm was.
Tussen 1911 en 1915 had Kõrgessaare een kunstzijdefabriek met de naam Viscosa. De fabriek is nooit volledig in bedrijf geweest en werd in verband met de Eerste Wereldoorlog verplaatst naar het veiliger Moskou. Toch werd Kõrgessaare lange tijd ook wel Viskoosa genoemd.
De eerste eigenaar van het landgoed was Jakob De la Gardie. In 1691 werd het een kroondomein, maar in 1755 kwam het weer in particuliere handen onder de familie Stenbock. In 1781 kocht baron Otto Reinhold Ludwig von Ungern-Sternberg (1744-1811), die ook andere landgoederen op Hiiumaa bezat, het landgoed. Von Ungern-Sternberg was een kleurrijk figuur, die de reputatie had dat hij schepen met valse lichtseinen opzettelijk liet stranden om ze daarna onder het voorwendsel van salvage te plunderen. Voor de kust van Kõrgessaare liggen gevaarlijke zandbanken. De bekendste is Suurrahu, ook wel Hiiu madal en in het Duits en Zweeds Neckmansgrund genoemd.
Toen het landgoed in 1919 door het onafhankelijk geworden Estland werd onteigend, was het eigendom van een Russische plattelandsbank.
Op het eind van de 18e eeuw werd het landhuis van het landgoed gebouwd. In de jaren vijftig en zestig van de 20e eeuw stond het leeg en raakte het in verval. In 1972 is het afgebroken. Enkele bijgebouwen zijn bewaard gebleven. De voormalige wodkastokerij is nog in goede staat en is in gebruik als restaurant.

## Foto's

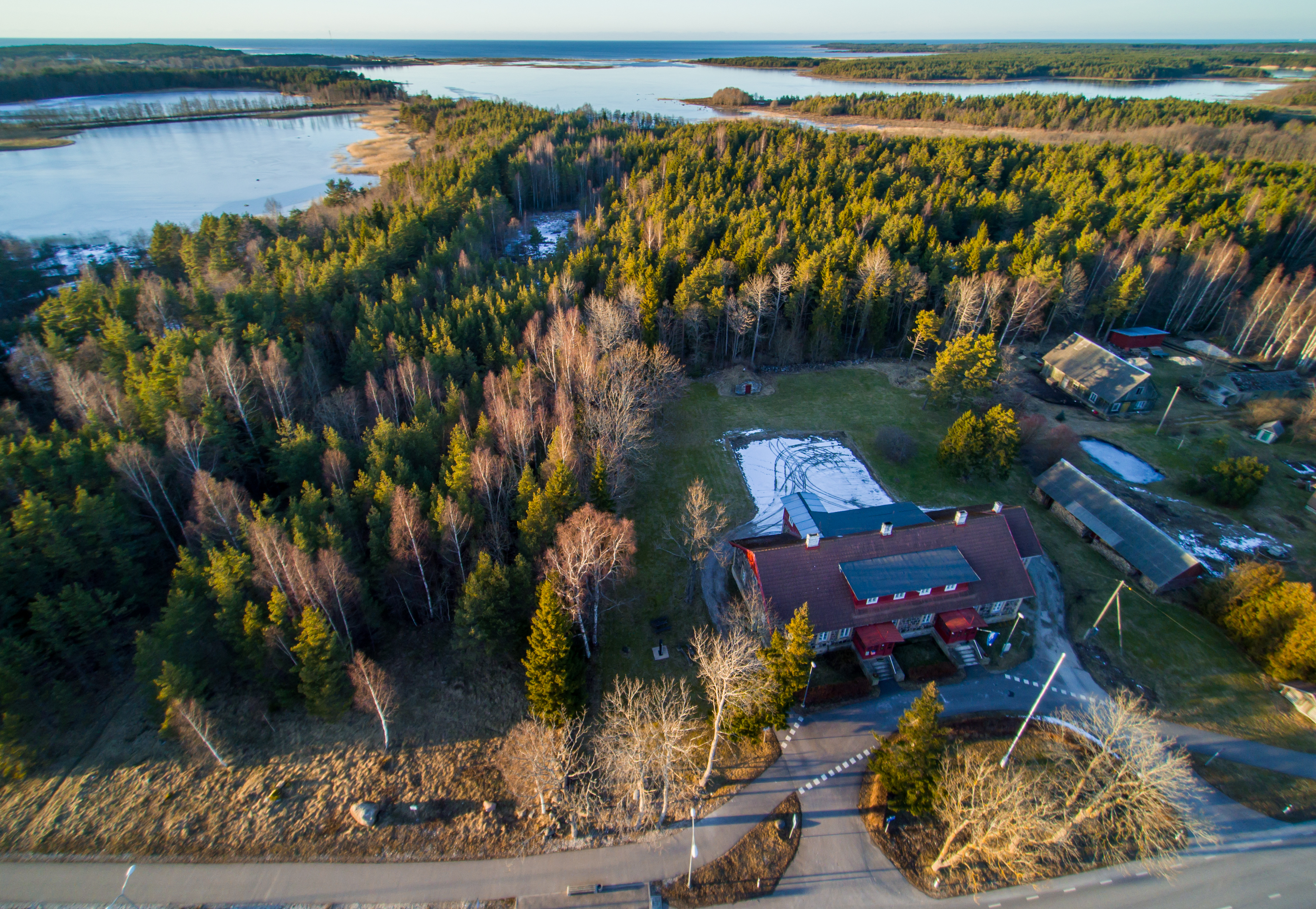
Het vroegere gemeentehuis van de gemeente Kõrgessaare
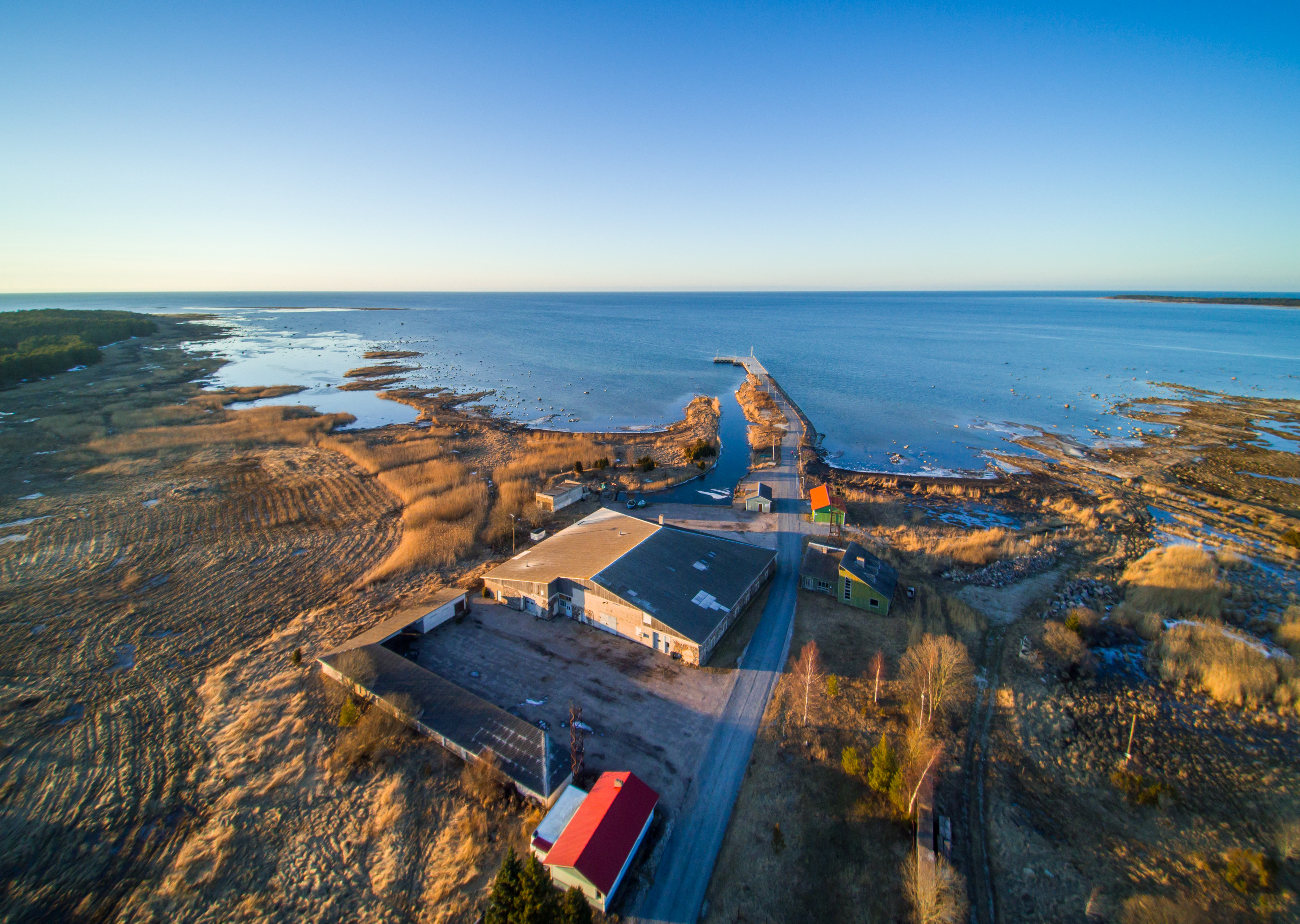
De haven
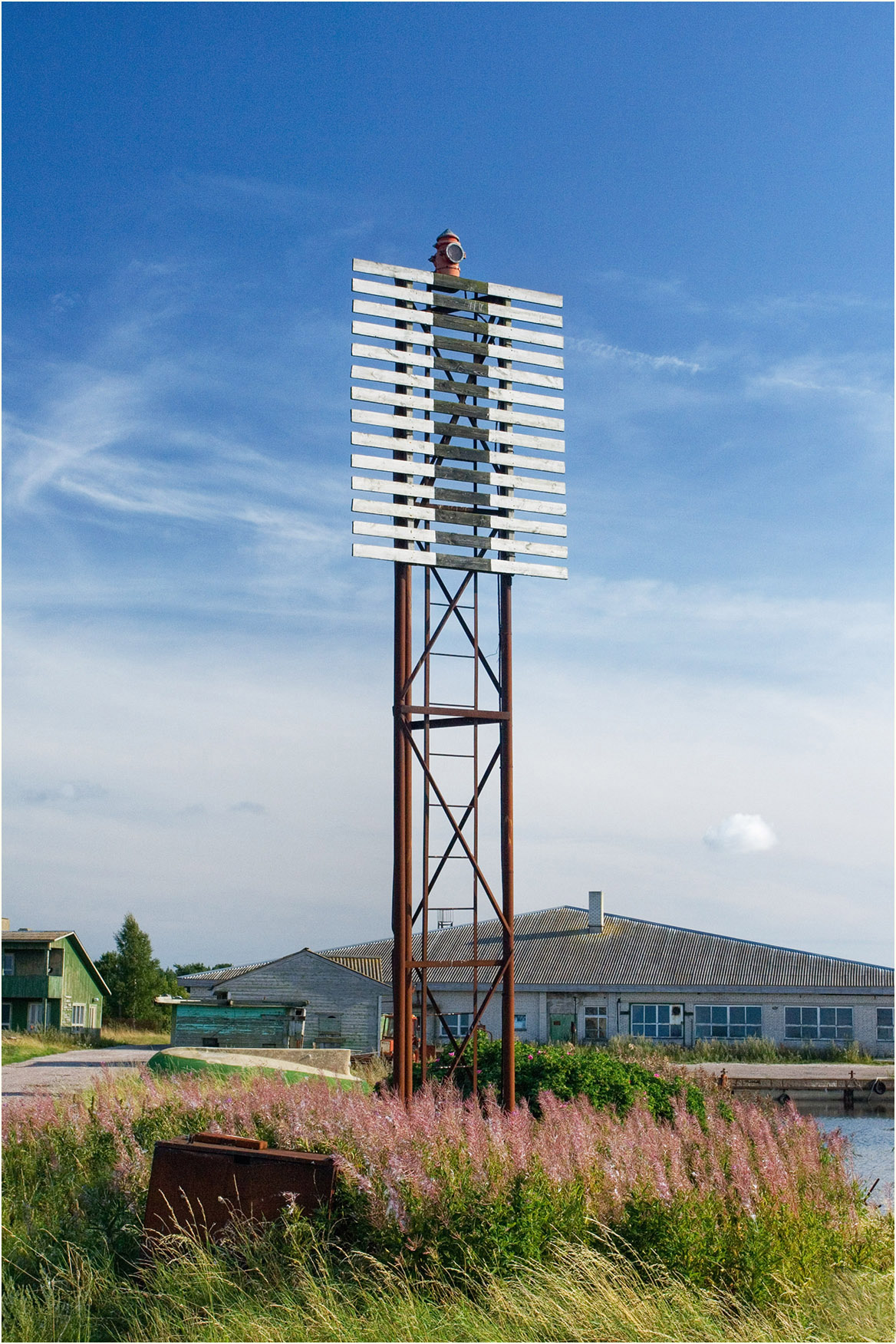
Baken bij de kust
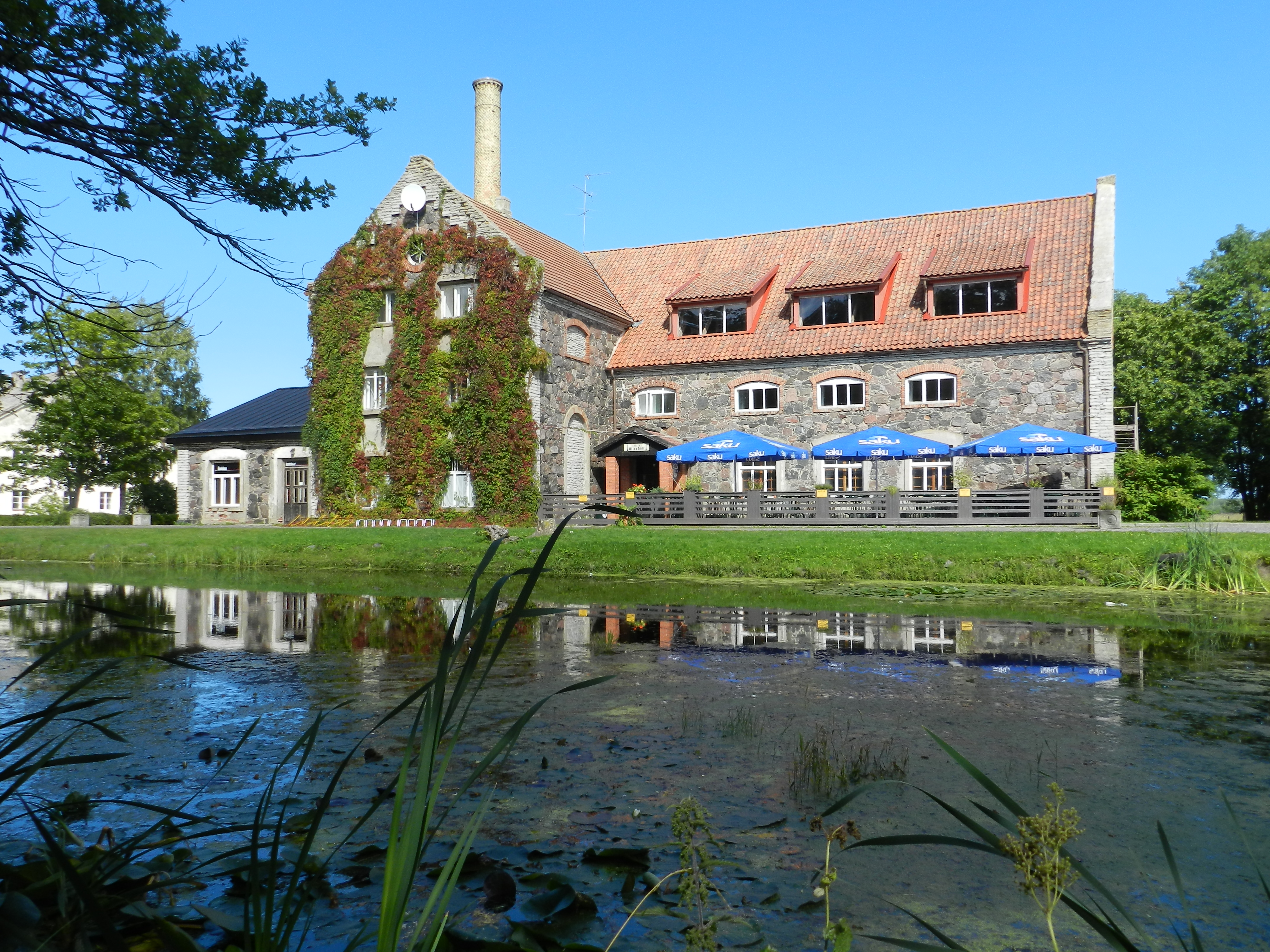
De vroegere wodkastokerij van het landgoed